# Eönwë
Eönwë is een personage uit de boeken van J.R.R. Tolkien. Hij speelde uitsluitend een kleine rol in De Silmarillion en in de Nagelaten Vertellingen.
Eönwë behoorde tot de Maiar. Hij was de vaandeldrager en heraut van Manwë. Hij werd de machtigste krijger van Midden-Aarde genoemd.
Voor het eerst werd melding gemaakt van de heraut van Manwë die de Noldor waarschuwde toen zij uit Valinor wilden vertrekken om oorlog te voeren tegen Morgoth. De heraut, die hierbij niet bij naam werd genoemd, maar ongetwijfeld Eönwë was, verbood de Noldor te vertrekken. Maar Fëanor weigerde aan het gebod van de Valar te gehoorzamen en hij zond de heraut weg.
Bij de komst van Eärendil naar Valinor, om de hulp van de Valar in te roepen voor de strijd tegen Morgoth, werd Eärendil hier op de kust verwelkomt door Eönwë, die hem bracht naar de zalen van Manwë.
Nadat de Valar besloten om Midden-Aarde te hulp te komen werd Eönwë de aanvoerder van het leger van het westen. Morgoth werd voorgoed verslagen in de Oorlog van Gramschap. Eönwë nam de silmarillen van de kroon van Morgoth om te bewaken.
Maar Maedhros en Maglor, de laatste overlevende zonen van Fëanor, eisten van Eönwë dat hij de silmarillen aan hen gaf. Eönwë weigerde. Hij zei dat de zonen van Fëanor het recht op de silmarillen verbeurd hadden door hun vele misdaden in hun verblinding om de juwelen in hun bezit te krijgen.
's Nachts slopen Madhros en Maglor naar het kamp van Eönwë, zij doodden de bewakers en stalen de silmarillen. Maar hierbij werden zij gesnapt. Eönwë stond echter niet toe dat Maedhros en Maglor gedood werden. De twee silmarillen verdwenen in het vuur van de aarde en in de diepte van de zee.
Na de Oorlog van Gramschap gelastte Eönwë de Eldar om naar Valinor te gaan. Ook begaf hij zich onder de mensen van de drie huizen die trouw waren gebleven aan het westen. Eönwë zorgde ervoor dat er voor hen een eiland werd gemaakt om te wonen, dat eiland zou Númenor worden.
Na de strijd verscheen Sauron uit vrije wil voor Eönwë en hij betoonde spijt voor zijn daden. Maar het was Eönwë niet toegestaan om iemand van zijn eigen rang vergiffenis te schenken. Daarom beval hij Sauron naar het westen te gaan en voor de troon van Manwë te verschijnen, zodat er over hem geoordeeld zou kunnen worden.
Maar na het vertrek van Eönwë uit Midden-Aarde weigerde Sauron naar het westen te gaan en hij verborg zich in Midden-Aarde.